# 338 v.Chr.
Het jaar 338 v.Chr. is een jaartal volgens de christelijke jaartelling.

## Gebeurtenissen

### Perzië
- Koning Artaxerxes III sterft een vredige dood, nadat hij het Perzische rijk in ere heeft hersteld.
- Arses zet het sterke bewind van zijn vader voort en laat de tempels in Babylon restaureren.

### Griekenland
- Philippus II van Macedonië trekt in Boeotië de Cephisus-vallei binnen.
- Athene sluit een alliantie met Achaea, Euboea en de Griekse stadstaten Korinthe en Megara.
- Philippus II verovert de havenstad Naupaktos op de Atheners.
- 2 augustus - Slag bij Chaeronea: Philippus II verslaat de Thebanen en de Atheners.
- Alexander de Grote voert tijdens de veldslag het bevel over de linkervleugel; de Macedonische cavalerie vernietigt de Thebaanse Heilige Schare.
- Philippus II stationeert in Korinthe en Thebe Macedonische garnizoenen en laat de Atheense krijgsgevangenen terugkeren naar Athene.
- Macedonië en Athene sluiten een vredesverdrag, het Macedonische leger rukt op naar de Peloponnesos en Sparta wordt bezet.
- De Tweede Delisch-Attische Zeebond wordt opgeheven.
- Lycurgus krijgt het beheer over de Atheense financiën.
- De Spartaanse koning Archidamus III wordt opgevolgd door zijn zoon Agis III.

### Italië
- Archidamus III van Sparta sneuvelt bij de belegering van de vestingstad Manduria in Calabrië.
- De Latijnse Oorlog wordt beëindigd en Rome slaagt er eindelijk in de Latijnse Liga te ontbinden.
- De Romeinse steden Antium (Anzio) en Capua ontvangen burgerrechten.
- De Romeinse Republiek begint zijn handel en welvaart verder uit te breiden.

## Overleden
- Archidamus III, koning van Sparta
- Artaxerxes III, koning van Perzië (87)
- Isocrates (~436 v.Chr. - ~338 v.Chr.), Atheens redenaar (98)